# Querqueville
Querqueville – miejscowość i dawna gmina we Francji, w regionie Normandia, w departamencie Manche. W 2013 roku jej populacja wynosiła 5191 mieszkańców. 
W dniu 1 stycznia 2016 roku z połączenia pięciu ówczesnych gmin – Cherbourg-Octeville, Équeurdreville-Hainneville, La Glacerie, Querqueville oraz Tourlaville – utworzono nową gminę Cherbourg-en-Cotentin. Siedzibą gminy została dawna gmina Cherbourg-Octeville. 